# Takako Honda
Takako Honda  (本田 貴子?, Honda Takako) (Tokyo, 14 agosto 1972) è una doppiatrice giapponese.
Affiliata ad Office Osawa, è la doppiatrice regolare per Halle Berry, Hilary Swank e Milla Jovovich (soprattutto nella serie di film Resident Evil). Nel 2006, fu scelta per succedere ad Atsuko Tanaka nel ruolo di Lara Croft nel doppiaggio giapponese del franchise di Tomb Raider, doppiandola in oltre cinque giochi.

## Doppiaggio

### Animazione televisiva
2000
- Fantasmi a scuola - Hajime Aoyama
- Hamtaro - Noppo-kun in Tottoko Hamutaro

2001
- Figure 17 - Shinji Ogawa
- Hikaru no Go - Yuri Hidaka

2002
- Tokyo Mew Mew - Sakura Momomiya, Tomoya
- Mirmo! (Kuroro)

2003
- Godannar - Kiriko Aoi
- Naruto - Anko Mitarashi
- Tsubasa RESERVoir CHRoNiCLE - Ashura
- Mega Man NT Warrior Axess - Tamako Shiraizumi
- Lunar Legend Tsukihime - SHIKI Tohno (bambino)

2004
- Shin Getter Robo Re:Model - Michiru Saotome
- Bleach - Jinta Hanakari, Dalk, Uryū Ishida (bambino)
- Tweeny Witches - Barunn, Hata

2005
- Cyborg 009 - Child Joe Shimamura
- Jigoku Shoujo - Hone-Onna
- Speed Grapher - Hibari Ginza
- Trinity Blood - Cardinal Caterina Sforza

2006
- Nana - Junko Saotome

2007
- D.Gray-man - Mahoja
- Darker than Black - April
- Tengen Toppa Gurren Lagann - Gimmy and Leite
- Pokémon Diamond and Pearl - Pokémon Hunter J
- Naruto Shippuden (Anko Mitarashi)

2009
- Fullmetal Alchemist: Brotherhood - Martel
- Saint Seiya: The Lost Canvas (Behemoth Violate)

2010
- Cobra the Animation - Pamela Lee
- Marvel Anime: Iron Man - Chika Tanaka

2011
- Deadman Wonderland - Chief Guard Makina
- Hanasaku Iroha - Satsuki Matsumae
- Wandering Son - Hiroyuki Yoshida / Yuki

2014
- Cross Ange - Jill / Alektra Maria von Loewenherz

2017
- Boruto: Naruto Next Generations - Anko Mitarashi

2018
- Killing Bites - Kaede Kazama

2019
- Fairy Tail - Irene Belserion

2020
- Great Pretender - Farrah Brown

2021
- Those Snow White Notes - Umeko Sawamura
- My Hero Academia Season 5 - Chitose Kizuki/Curious
- Ranking of Kings - Shiina
- Blade Runner: Black Lotus - Alani Davis

2022
- Cyberpunk: Edgerunners - Kiwi

2023
- Hirogaru Sky! Pretty Cure - Imperatrice Underg

2024
- Secret Level - Mora

2025
- From Bureaucrat to Villainess: Dad's Been Reincarnated! - Mitsuko Tondabayashi

### Animazione cinematografica
- Animatrix (Alexa)
- Dead Leaves (Pandy)
- Il Signore degli Anelli - La guerra dei Rohirrim (Éowyn, Olwyn)
- Kara no Kyōkai (movies) (Toko Aozaki)

### Videogiochi
- Radiant Silvergun (1998) (Operator 2)
- Front Mission 5: Scars of the War (2005) (Lynn Wenright)
- Rogue Galaxy (2005) (Fable and Angela Seas)
- Valkyrie Profile 2: Silmeria (2006) (Iseria Queen)
- Tomb Raider: Legend (2006) (Lara Croft)
- Tomb Raider: Anniversary (2007) (Lara Croft)
- Odin Sphere (2007) (Odette, Elfaria)
- Soulcalibur IV (2008) (Angol Fear, Shura)
- Tomb Raider: Underworld (2008) (Lara Croft)
- Suikoden: Tierkreis (2008) (Rizwan)
- Fallout: New Vegas (2010) (Rose of Sharon Cassidy)
- Lara Croft and the Guardian of Light (2010) (Lara Croft)
- Shin Megami Tensei: Devil Survivor Overclocked (2011) (Misaki Izuna)
- Asura's Wrath (2012) (Olga)
- Tearaway (2013) (L'Indovina)
- JoJo's Bizarre Adventure: Eyes of Heaven (2015) (Gwess)
- Tales of Berseria (2016) (Medissa)
- World of Final Fantasy (2016) (Shiva)
- Marvel's Spider-Man (2018) (Silver Sable)
- Triangle Strategy (2022) (Avlora)
- Monster Hunter Wilds (2025) (Voce Cacciatore 4) [1]

### Drama CD
- Ambassador wa Yoru ni Sasayaku (????) (Caroline)
- GetBackers (????) (Dokubachi)
- Onimusha: Dawn of Dreams (????) (Shinobu Wind Demon #2)
- Princess Princess (????) (Mikoto Yutaka)
- Soul Eater (Vol. 1): Special Social Studies Field Trip (????) (Death the Kid)